# Wim Blockmans
Wim Blockmans, nizozemski zgodovinar in pedagog, * 1945, Antwerpen, Belgija.
Doktoriral je na Univerzi v Gentu; trenutno pa je profesor srednjeveške zgodovine na Univerzi v Leidnu.